# Гезес
Гезес (њем. Gesees) општина је у њемачкој савезној држави Баварска. Једно је од 33 општинска средишта округа Бајројт. Према процјени из 2010. у општини је живјело 1.297 становника. Посједује регионалну шифру (AGS) 9472140.

## Географски и демографски подаци
Гезес се налази у савезној држави Баварска у округу Бајројт. Општина се налази на надморској висини од 450 метара. Површина општине износи 9,9 km². У самом мјесту је, према процјени из 2010. године, живјело 1.297 становника. Просјечна густина становништва износи 131 становника/km².